# Allan Watson
Allan Watson, riportato anche con il nome Alan (Blackwood, 5 novembre 1944), è un ex calciatore ed ex giocatore di football americano gallese.

## Carriera

### Calcio
Iniziò la carriera calcistica in Scozia, in forza al Falkirk prima di essere ingaggiato dagli statunitensi del Pittsburgh Phantoms, impegnato nella neonata NPSL. I Phantoms chiuse il campionato al quinto ed ultimo posto della Eastern Division.

### Football americano
Dopo aver lasciato il calcio, Watson venne ingaggiato dal club di football americano dei Pittsburgh Steeers. Con gli Steelers giocò come kicker nella National Football League 1970, ottenendo il terzo posto dell'AFC Central.
Nel 1974 viene ingaggiato dai Chicago Fire nella neonata World Football League. Con i Fire ottiene il terzo posto della Central Division della WFL 1974. La stagione seguente passa ai Chicago Winds che avevano sostituito i Fire: il campionato fu disastroso e Watson con il suo club chiuse il torneo al sesto ed ultimo posto della Western Division.